# True North (альбом)
True North шістнадцятий студійний альбом американського панк-рок гурту Bad Religion, виданий 22 січня 2013 року. Після завершення турне в підтримку попереднього альбому The Dissent of Man (2010), Bad Religion розпочали написання нового матеріалу для альбому, що планувалось видати у 2012. Протягом турне 2011 року, фронтмен Грег Граффін зазначив, що гурт видасть ще один альбом і все, що спричинило спекуляції щодо розпаду гурту, хоча цього несталося. Запис альбому тривав протягом липня-серпня 2012 у Joe's House of Compression, студії власником якої є продюсер альбому Джо Барресі.
True North отримав схвальні відгуки, та зайняв 19 позицію у чарті Billboard 200, ставши першим альбомом Bad Religion, що потрапив у топ 20, це їх найвища позиція у кар'єрі. Це останній альбом за участі Гетсона і Вакермана після їх виходу з гурту у квітні 2013 та жовтні 2015 відповідно.

## Реліз
15 січня 2013, гурт розмістив альбом на своїй сторінці в YouTube. Синглами True North стали «Fuck You» та «True North». Пізніше відбувся реліз на радіо, 29 січня 2013.

## Відгуки

### Комерційний успіх
18,295 копій альбому True North було продано у США за перший тиждень, та на кінець січня 2013, він займав 19 позицію у чарті Billboard 200, зайнявши найвищу позицію за 34 роки кар'єри.

## Список композицій
| #     | Назва                       | Автор   | Тривалість |
| ----- | --------------------------- | ------- | ---------- |
| 1.    | «True North»                | Граффін | 1:56       |
| 2.    | «Past Is Dead»              | Граффін | 2:39       |
| 3.    | «Robin Hood in Reverse»     | Гуревич | 2:53       |
| 4.    | «Land of Endless Greed»     | Граффін | 1:53       |
| 5.    | «Fuck You»                  | Граффін | 2:14       |
| 6.    | «Dharma and the Bomb»       | Гуревич | 2:00       |
| 7.    | «Hello Cruel World»         | Гуревич | 3:50       |
| 8.    | «Vanity»                    | Гуревич | 1:01       |
| 9.    | «In Their Hearts is Right»  | Граффін | 1:59       |
| 10.   | «Crisis Time»               | Граффін | 2:39       |
| 11.   | «Dept. of False Hope»       | Гуревич | 2:40       |
| 12.   | «Nothing to Dismay»         | Граффін | 2:07       |
| 13.   | «Popular Consensus»         | Граффін | 1:53       |
| 14.   | «My Head Is Full of Ghosts» | Гуревич | 1:46       |
| 15.   | «The Island»                | Граффін | 1:28       |
| 16.   | «Changing Tide»             | Граффін | 2:18       |
| 35:16 |                             |         |            |

## Учасники запису
- Грег Граффін — вокал
- Бретт Гуревич — гітара, бек-вокал, вокал у «Dharma and the Bomb»
- Браян Бейкер – гітара
- Грег Гетсон — гітара
- Джей Бентлі – бас-гітара, бек-вокал
- Брукс Вакерман — ударні
- Джо Барресі — продюсер